# Emyr Lewis
Emyr Wyn Lewis nació el 3 de octubre de 1982 en Swansea (Gales), mide 1,82 y actualmente juega de pilier para el equipo español de El Salvador. En la temporada 2007-2008 hizo su debut en la European Challenge Cup con este equipo contra el Connacht en el estadio del Pepe Rojo de Valladolid (España), y también jugó contra el Newcastle en Kingston Park.
Lewis ha jugado anteriormente para Newport RFC, Pertemps Bees (Birmingham & Solihull RFC), Stoke RFC (Nelson Bays RFU, NZ), Gloucester RFC, Swansea RFC Sub-19 y Amman United RFC.
Él también ha sido seleccionado para jugar con el equipo de los Welsh Exiles y el de los Welsh Crawsheys.